# SV Hindenburg Allenstein
 (novembre 2024).
Si vous disposez d'ouvrages ou d'articles de référence ou si vous connaissez des sites web de qualité traitant du thème abordé ici, merci de compléter l'article en donnant les références utiles à sa vérifiabilité et en les liant à la section « Notes et références ».
Maillots
Le SV Hindenburg Allenstein fut un club allemand de football localisé à Allenstein, en province de Prusse-Orientale.

## Histoire
Le club fut fondé en 1921 sous l’appellation de SV Hindenburg Allenstein. En 1929, le club accéda à la plus haute division régionale.
Après l’arrivée au pouvoir des Nazis, en 1933, les compétitions de football furent réformées. Le SV Hindenburg fut alors versé dans la Gauliga Prusse orientale. Le cercle en remporta trois fois le titre et participa autant de fois à la phase finale du Championnat national.
En 1936, il termina dernier d’un groupe de quatre, remporté par le FC Schalke 04. L’année suivante, il se classa 3e sur quatre, d’une poule gagnée par le Hamburger SV. Il obtint le même résultat en 1939.
Après le début du second conflit mondial, leSV Hindenburg Allenstein céda la place au Standort MSV Hindenburg, l’équipe d’une unité militaire.
À la fin de la Seconde Guerre mondiale, la ville d’Allenstein fut attribuée à la Pologne. La population allemande fut expulsée. Comme tous les clubs allemands de la région, le club du SV Hindenburg Allenstein disparut.

## Palmarès
- Champion de la Gauliga Ostpreussen: 1936, 1937, 1939[1].

## Joueur connu
- Erich Goede